# Savennières
Savennières là một xã thuộc tỉnh Maine-et-Loire trong vùng Pays de la Loire phía tây nước Pháp. Xã này nằm ở khu vực có độ cao trung bình 20 mét trên mực nước biển.
Thị trấn nằm gần sông Loire 15 km (9,3 mi) về phía tây nam Angers và nổi tiếng với rượu vang trắng.